# أحمدو بلو
الحاج سير أحمد بللو (10 يناير 1910 - 15 يناير 1966) زعيم سياسي نيجيري شمالي. يعد حسب رأي البعض أحد أعلام الفكر الإسلامي والرائد السياسي الذي قاد صناعة التاريخ السياسي الحديث لنيجيريا عامة ولمنطقة شمالها على وجه أخص. قاوم الاستعمار الإنجليزي
حصل على لقب «سردونا مدينة صكتو» (Sardaona of Sokoto) والذي يعني «ولي العهد» لسلطان صكتو. كما عين عضوا في المجلس التشريعي لدستور نيجيريا. أصبح الناطق الرسمي باسم إقليم شمال نيجيريا داخل المجلس. تولى عام 1953 وزارة الحكم المحلي ووزارات أخرى في الحكومات النيجيرية المتعاقبة
كان حريصا على توثيق صلة نيجيريا بالعالم العربي. تربطه علاقة صداقة بالرئيس جمال عبد الناصر والملك فيصل بن عبد العزيز وله علاقات وثيقة بالأزهر وعلمائه.
مولد ونشأة الزعيم الإسلامي
ولد أحمد بللو في العاشر من شهر يناير عام 1910 م بمدينة رباح في ولاية سقطو، وكان أجداده من المناضلين من أجل الإسلام؛ فأبوه هو الأمير إبراهيم بن أبي بكر بن محمد بللو، أما جده الكبير فكان الشيخ عثمان بن فوديو مؤسس الإمبراطورية الإسلامية المنقرضة والتي قامت في القرن الثامن عشر الميلادي.
تعلم أحمد بللو في الكتاتيب القرآنية وتربى في زوايا مشايخ الطرق الصوفية من رجال القادرية (جماعة صوفية)، ثم دخل المدرسة البريطانية الابتدائية، وبعد التخرج التحق بكلية المعلمين في مدينة كاتشينا عام 1926، وعين مديرا لمركز «رباح».
وفي عام 1938م عين مديرا على مقاطعة غسو (عاصمة ولاية زمفرة حاليا)، وفي نفس العام ازدادت شهرته ومكانته في مجتمع الهوسا بحصوله على لقب «سردونا مدينة صوكوتو» (Sardaona of Sokoto) والذي يعني «ولي العهد» لسلطان صوكوتو. وبجانب عمله بمديرية غسو، سافر إلى بريطانيا عام 1948م لدراسة تخصص نظام الحكم المحلي، وبعد عودته عين عضوا في المجلس التشريعي لدستور نيجيريا.
منذ تلك الفترة ازداد نفوذه فأصبح الناطق الرسمي باسم إقليم شمال نيجيريا داخل المجلس. وفي الفترة الانتقالية التي سبقت منح الحكم الذاتي للأقاليم النيجيرية الثلاثة (الشرق والغرب والشمال) تولى عام 1953 حقيبة وزارة الحكم المحلي، كما أسندت إليه حقائب وزارية أخرى -بعد أن أثبت كفاءته- من قبل الإدارة الإنجليزية، إلى أن أصبح رئيس وزراء إقليم شمال نيجيريا عند منح الحكم الذاتي عام 1954م، وظل على هذا المنصب حتى استشهد بعد استقلال نيجيريا.
الحضارة الحديثة النيجيرية
كان الدافع الأساسي لأحمد بللو وراء دخوله للحياة السياسية وانخراطه في معتركها هو رغبته في توظيف النفوذ السياسي للحفاظ على بقايا التراث الإسلامي، ويؤكد ذلك في كتابه "My life" إذ يقول: أقدمت على العمل السياسي «لاسترداد أمجاد أجدادي الذين بنوا إمبراطورية إسلامية في غرب أفريقيا؛ فقد اختار الله المولى أجدادي ليتزعموا الجهاد المقدس الذي أقام دولة إسلامية، وها أنا اليوم قد اخترت بواسطة انتخابات حرة للمساعدة على بناء دولة حديثة».
قدم أحمد بللو إسهامات عديدة لبلاده وشعبه من خلال مناصبه السياسية المختلفة. فبادر بتأسيس «جامعة أهل الشمال المسلمين» في فترة الأربعينيات محاولا إعادة تشكيل مناطق شمال نيجيريا ككتلة واحدة مثلما كانت من قبل منضوية تحت لواء آل فوديو. ثم تحولت هذه الجامعة إلى حزب سياسي بعد طرح مشروع الأحزاب والتنظيمات السياسية، ونجحت مدرسته السياسية بمنهجها الفريد في إقناع جميع أبناء الأقليات العرقية والدينية غير الهوسا/الفلاني للانضمام إلى هذا الحزب الذي نصت مبادئه على «الاحتماء بمظلة الدين الإسلامي كرابطة روحية وثقافية لجميع أبناء قبائل شمال نيجيريا حتى ولو اختلفت دياناتهم».
وقد سجل له التاريخ موقفه المشرف عندما دافع بقوة وشجاعة عن الميراث الإسلامي ليجد مكانا له في صياغة أول دستور لنيجيريا عام 1949م، ووقف بصلابة أمام محاولات الإدارة البريطانية والمتشبعين بالفكر العلماني من الموطنيين لتجاهل الاعتراف بالمحاكم الشرعية الموجودة والعاملة قبل مجيء الاحتلال، كما أبحر بسفينة إقليم شمال البلاد صوب مرافئ النهوض والتطور، والتي حول أراضيها الصحراء الجرداء القاحلة لتشهد فيما بعد مشروعات وإنجازات حضارية تنموية، مما جعله بحق باني النهضة الحديثة لشمال نيجيريا. وفي عام 1949 شكل بللو حزب مؤتمر الشعب الشمالي (Northern People's Congress, NPC)
علاقات متميزة مع العرب
كان حرصه شديدا على الارتباط وتوثيق صلته بالعالم العربي وزعمائه، فقد كانت له جولات وزيارات إلى عدة بلدان عربية، منها الجمهورية العربية المتحدة حينذاك -تربطه علاقة صداقة حميمة بالرئيس جمال عبد الناصر- كذلك توثـقت علاقاته بالأزهر الشريف وعلمائه، وكان من ثمار ذلك قيام الأزهر الشريف بتشكيل لجنة من علمائه بتحقيق كتاب جده (الخليفة محمد بللو) الشهير «إنفاق الميسور في تاريخ بلاد التكرور» وحمل هذا الكتاب صورة تذكارية للرئيس جمال عبد الناصر والزعيم أحمد بللو.
كما ربطته علاقة ودية مع العاهل السعودي الملك فيصل بن عبد العزيز واتفق معه على إقامة جامعة إسلامية شبيهة بجامعة دول الكومنولث البريطاني، وتم تعيين الزعيم أحمد بللو نائبا للعاهل السعودي في رئاسة رابطة العالم الإسلامي عند تأسيسها عام 1962 م، وعبر عن تقديره الخاص لذلك بقوله: «لقد كان للدعوة السامية التي أكرمني بها حضرة صاحب الجلالة الملك المعظم للإسهام في هذا المؤتمر الإسلامي التاريخي أعمق الأثر في نفسي وإنه لشرف عظيم لي ولبلادي». وشملت اتصالاته الطيبة عدة دول، مثل ليبيا والسودان وغيرهما.
جهود في الدعوة الإسلامية
كانت همة الزعيم أحمد بللو كبيرة في الدعوة إلى الله وتبليغها للناس، ونذر نفسه لنشرها في غرب أفريقيا رغم الصعوبات والتهديدات التي واجهته بسبب مكانته السياسية كرئيس للوزراء. وقد كان يردد دائما: «نحن الخلف بعد السلف وإن فاتنا أن ندرك شأوهم لكوننا في وقت لا تساعدنا الفرص أن نعمل مثل ما عملوا، فعسى الله أن يرحمنا ويعيننا على إحياء بعض ما تركوه لنا وللمسلمين».
ورغم الصعوبات التي واجهته فقد خدم الدعوة الإسلامية في نيجيريا ووضعها في إطار نشاط مؤسسي فأنشأ منظمتين، الأولى تتمثل في المجلس الاستشاري للشئون الإسلامية والذي تكون من نخبة علماء إقليم الشمال، ويتبع البرلمان ومجلس الأمراء. والثانية جماعة نصر الإسلام التي كان أعضاؤها من الأمراء والوزراء والنواب والقضاة، ولم يكتف بذلك فحدد أهدافها في الدفاع عن قضايا الإسلام والمسلمين الحساسة والتي لا يمكن طرحها داخل البرلمان والحزب الحاكم الذين يضمان مسلمين وغيرهم.
وكان من أبرز مساعيه الدعوية وقوفه أمام التحديات التبشيرية، وسعيه لحماية الملايين من أبناء بلاده -خاصة في الإقليم الشمالي بمنطقة أعالي الجبال بمقاطعات بوتشي- الذين تمكنت منهم الإرساليات التنصيرية، فقد صرف على هؤلاء عنايته بعد الاستقلال حتى بلغ عدد الذين أسلموا من الوثنيين في الفترة من ديسمبر 1963 حتى مارس 1965 إلى ما يزيد عن اثني عشر ألفا.
كما أسهم في تأسيس رابطة العالم الإسلامي بمكة المكرمة وشارك في المؤتمر الإسلامي العام بمكة المكرمة عام 1965م وألقى خطابا مهما اعتبر ميثاقا تاريخيا، ومنذ ذلك الوقت كون علاقات طيبة مع عدد من العلماء والزعماء وقادة العمل الإسلامي في العالم الإسلامي، وكان ينتهز فرصة الحج كل عام للالتقاء بهم وتبادل الآراء والمناقشات حول قضايا الدعوة ومشكلات المسلمين.
الانتقاد والاستشهاد
وجهت إليه انتقادات كثيرة، لا سيما بسبب موقفه الرافض للمطالبة بالاستقلال ومنح الحكم الذاتي للأقاليم النيجيرية. واتهمته الطوائف المتعصبة بأنه «كان دائما ما يتعصب ضد الطوائف الدينية الأخرى ويبدي مشاعر العداء والكراهية تجاههم، لدرجة أنه يرى ضرورة جعل نيجيريا بأكملها دولة إسلامية بنص الدستور حتى لو كان أدى ذلك إلى انفصال شمال نيجيريا من الكتلة الفدرالية».
في عام 1959 شكل تحالفاً مع المجلس الوطني لنيجيريا والكاميرون (National Council of Nigeria and the Cameroons, NCNC) بقيادة نامدي أزيكيوي ليشكلا أول حكومة وطنية فدرالية والتي أدت إلى الاستقلال عام 1960. ولدى الاستقلال فضل بللو كرثيس لمؤتمر الشعب الشمالي (NPC) البقاء كرئيس وزراء لحكومة الشمال، وأعطى منصب أول رئيس وزراء إتحادي إلى نائبه في حزب NPC، الحاج سير أبو بكر تفاوة بليوة.
تم اغتيال الزعيم أحمد بللو في فجر يوم الخامس عشر من يناير من عام 1966م بعد مداهمة مسلحين عسكريين لمنزله بقيادة جنرال مسيحي من قبيلة الإيبو وأطلقوا عليه وابلا من الرصاص. وعلى الرغم من كثرة الاحتمالات والدوافع وراء عملية الاغتيال فإن أقواها ترجح وجود حالة امتعاض من جهوده في مجال نشر الدعوة الإسلامية والتي اعتبرها بعض الأطراف محاولة منه لأسلمة نيجيريا بالكامل، ولا سيما أن ملامح نجاحه وتباشير انتصاره قد بدأت تظهر.
وتزين صورته الورقة النقدية النيجيرية من فئة 200 نايرة.

## المصدر
- إسلام أون لاين.نت

## روابط خارجية
- أحمدو بلو على موقع الموسوعة البريطانية (الإنجليزية)
- أحمدو بلو على موقع مونزينجر (الألمانية)